# Turun Hengentieteen Seura
La Turun Hengentieteen Seura (THS, en français : « Société occulte de Turku ») est une organisation ésotérique finlandaise fondée en 1971 à Turku par Pekka Siitoin. D'abord dédiée à l'occultisme et aux soins spirituels, elle devient dans les années 1970 un instrument de propagande néonazie sous l'influence de son fondateur.
L'organisation est interdite par les autorités finlandaises en 1977 en raison des activités néonazies de Siitoin.

## Historique
La Turun Hengentieteen Seura est fondée en 1971 par Pekka Siitoin après sa rencontre avec la voyante Aino Kassinen, devenue sa mentor. L'organisation compte, selon Kassinen, une trentaine de membres au début des années 1970.
La Turun Hengentieteen Seura organise des conférences à Turku, propose des soins spirituels à distance et publie des ouvrages ésotériques. Deux organisations sœurs, la Föreningen Veronica (Organisation Veronica) et la Pegasos-seura (Société Pégase), sont créées par Siitoin pour diffuser du matériel occulte hors de Finlande,,. Le président d'honneur de l'association est Boris Popper, un exilé russe blanc sataniste et ancien détenu du Goulag.
Au milieu des années 1970, la Turun Hengentieteen Seura devient, sous l'impulsion de Siitoin, une plateforme pour la diffusion d'idées néonazies,. En 1974, elle fait l'objet de questions parlementaires de la part de députés de la Ligue démocratique du peuple finlandais, qui l'accusent de préparer la résurgence du nazisme en Finlande.
En 1974, la THS publie, conjointement avec la Föreningen Veronica, la Yhteyslauta, une planche de spiritisme conçue par Pekka Siitoin. Selon les écrits de Siitoin, cette planche permettrait d'interagir avec les esprits et de communiquer directement avec Dieu ou Satan.
Suivant l'incendie d'une imprimerie communiste auquel Siitoin avait incité, l'organisation est interdite par le ministère de l'Intérieur en novembre 1977 en même temps que toutes les autres organisations de Siitoin, en vertu des traités de Paris et de Moscou qui proscrivent les organisations fascistes en Finlande,,.
Elle est remplacée en 1981 par la Kansallis-mytologinen Seura (Société nationale-mythologique).
La THS est brièvement relancée en 2010 par une communauté parodique en ligne. En 2012, elle organise un rituel pour « vouer la Finlande à Satan ». Cette communauté réédite la Yhteyslauta en 2014 pour célébrer le 70e anniversaire de Siitoin.